# Бугаєнко Леонід Григорович
Леонід (Леонтій) Григорович Бугаєнко (нар. 20 січня 1911, село Кулюбаківка (Кулюбівка) біля міста Хасав'юрт, тепер Дагестан, Російська Федерація — ?) — український радянський партійний діяч, голова Вінницького облвиконкому, діяч партизанського руху. Кандидат у члени ЦК КПУ в 1966—1971 роках. Депутат Верховної Ради УРСР 6—7-го скликань.

## Біографія
Працював зоотехніком у Дніпропетровській області. Закінчив Дніпропетровський сільськогосподарський інститут.
З листопада 1935 року служив у Червоній армії.
У 1936—1941 роках — завідувач відділу, начальник Управління тваринництва Дніпропетровського обласного земельного відділу.
Член ВКП(б) з 1941 року.
У жовтні 1942 — грудні 1943 року — комісар партизанського з'єднання С. Ф. Маликова. У грудні 1943 — 1944 року — комісар Житомирської партизанської дивізії імені Щорса; партійний організатор ЦК КП(б)У по Житомирській області; командир загону партизанського руху штабу 4-го Українського фронту.
У червні 1944—1948 роках — заступник голови виконавчого комітету Дніпропетровської обласної ради депутатів трудящих.
У 1948—1950 роках — представник Ради у справах колгоспів при РМ СРСР по Сумській області. У 1950—1952 роках — представник Ради у справах колгоспів при РМ СРСР по Вінницькій області. У 1952—1953 роках — представник Ради у справах колгоспів при РМ СРСР по Харківській області.
У квітні (затв.) 1953—1954 роках — начальник Вінницького обласного управління сільського господарства.
У липні 1954 — січні 1963 року — секретар Вінницького обласного комітету КПУ з питань сільського господарства.
15 січня 1963 — грудень 1964 року — 2-й секретар Вінницького сільського обласного комітету КПУ. У грудні 1964 — січні 1966 року — 2-й секретар Вінницького обласного комітету КПУ.
У січні 1966 — грудні 1967 року — голова виконавчого комітету Вінницької обласної ради депутатів трудящих.
27 грудня 1967 — 19 вересня 1973 року — голова партійної комісії при Вінницькому обласному комітеті КПУ.
З 1973 року — на пенсії.

## Звання
- лейтенант
- майор

## Нагороди
- орден Леніна (5.01.1944)
- орден Червоного Прапора (2.05.1945)
- орден Богдана Хмельницького І ст. (7.08.1944)
- орден Вітчизняної війни ІІ ст.
- орден Червоної Зірки (7.03.1943)
- медалі